# Heilig Kreuz (Neuwied)
Koordinaten: 50° 25′ 38″ N, 7° 28′ 47,8″ O

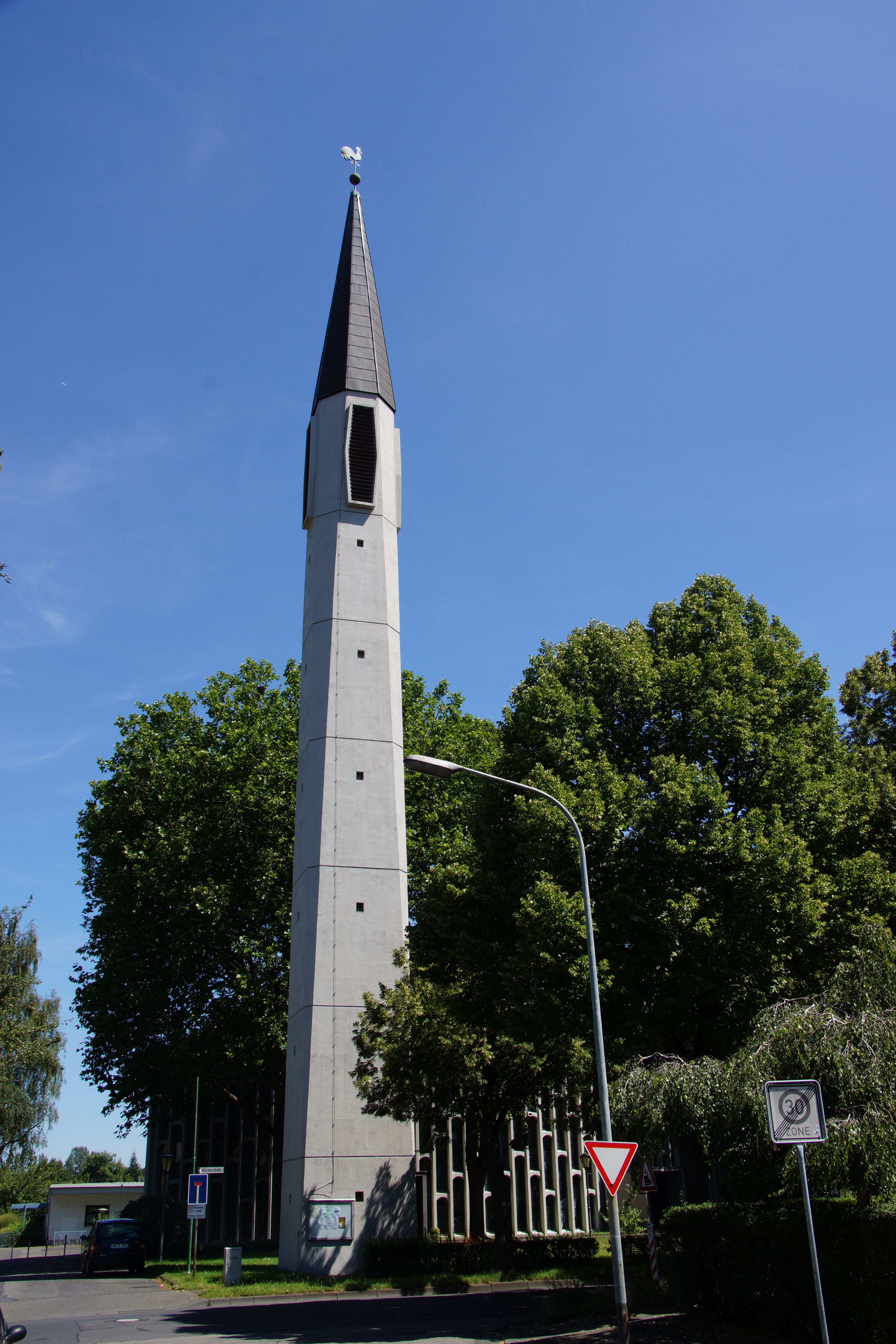
Kirchturm der Pfarrkirche Heilig Kreuz

Die katholische Pfarrkirche Heilig Kreuz in der Innenstadt von Neuwied in Rheinland-Pfalz wurde 1960 bis 1962 errichtet. Sie gehört seit dem 1. September 2007 zur Pfarrgemeinde St. Matthias im Dekanat Rhein-Wied des Bistums Trier.

## Geschichte
1922 wurde in der Pfarrgemeinde St. Matthias beschlossen, im neuen Siedlungsgebiet an der Engerser Landstraße Baugelände zu erwerben, um dort später eine katholische Kirche und weitere Gebäude zu errichten. Die ersten Entwürfe zur Bebauung dieser Grundstücke wurden bereits 1924 fertiggestellt. Geplant waren eine Kirche, ein Pfarrhaus, ein Gemeindehaus mit Kindergarten und eine Küsterwohnung. Zuerst wurde allerdings nur der Kindergarten errichtet, der 1930 fertiggestellt wurde. Erst 1952/1953 wurden weitere Räume an den Kindergarten angebaut und der alte Kindergarten zur Notkirche umgebaut. Am 1. Oktober 1954 wurde die Expositur Heilig Kreuz geschaffen, die am 1. August 1955 zur Pfarrvikarie erhoben wurde. Seit 1957 wurde das Augenmerk stärker auf den Bau der Kirche gelegt. Aus einem Ideenwettbewerb entstand der Entwurf für die heutige Pfarrkirche. Am 25. April 1960 fand der erste Spatenstich für den Neubau statt und am 4. September desselben Jahres die Grundsteinlegung. Am 14. Juli 1961 wurde Hl. Kreuz schließlich zur Pfarrei erhoben. Der erste Gottesdienst in der neuen Pfarrkirche fand am 29. April 1962 statt. Ein Jahr später, am 10. März 1963, wurde die Pfarrkirche Hl. Kreuz geweiht.
Die Pfarrkirche Hl. Kreuz wurde nach einem Entwurf des Rheydter Architekten Alfons Leitl mit Fächer-förmigem Grundriss errichtet, so dass die Plätze der Gemeinde im Halbkreis um den Altar angeordnet sind. Die Kirche zeichnet sich durch die Aufteilung in zwei Gottesdienstbereiche aus. Im hinteren Teil der Kirche findet eine kleinere Gemeinde Platz. Die Orgel wurde 1974 von Hugo Mayer Orgelbau erbaut. Sie hat 21 Register auf zwei Manualen und Pedal. Etwas abseits von der Kirche steht der Turm. Er ist 45 m hoch und ein Wahrzeichen im östlichen Stadtteil, dem Sonnenland.

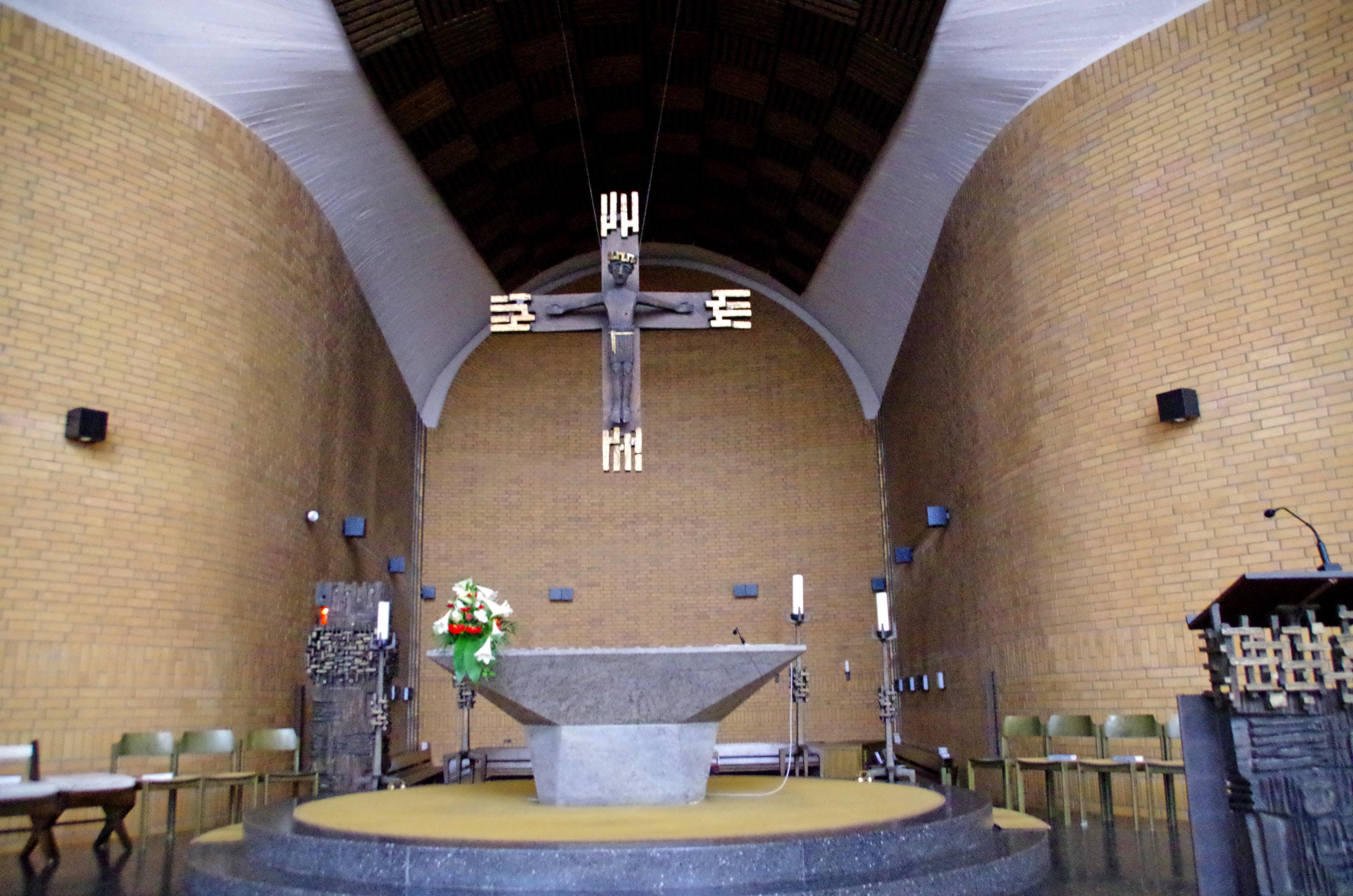
Heilig-Kreuz-Kirche (Neuwied), Altarraum
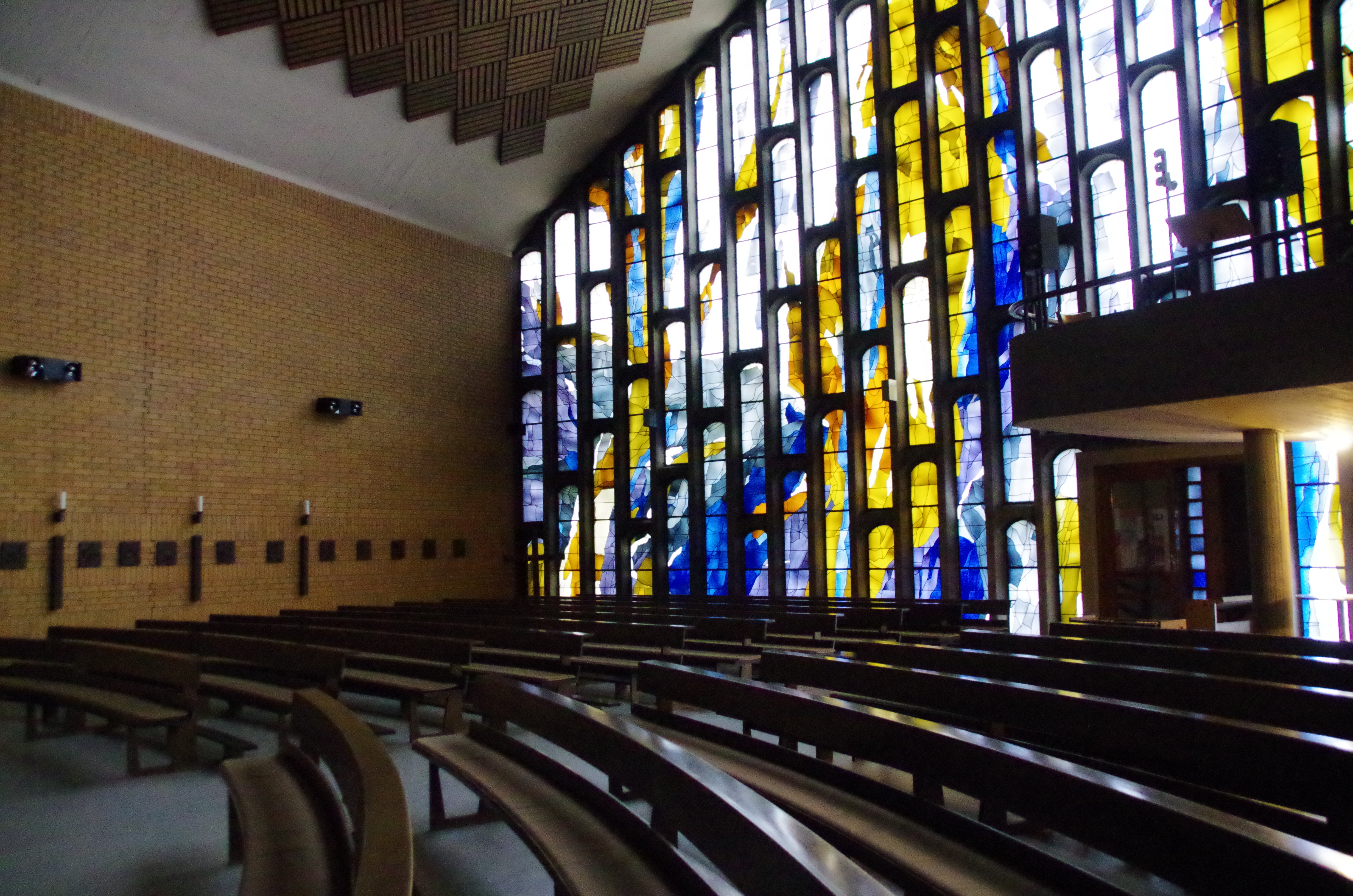
Kirchenbänke mit linker Fensterfront
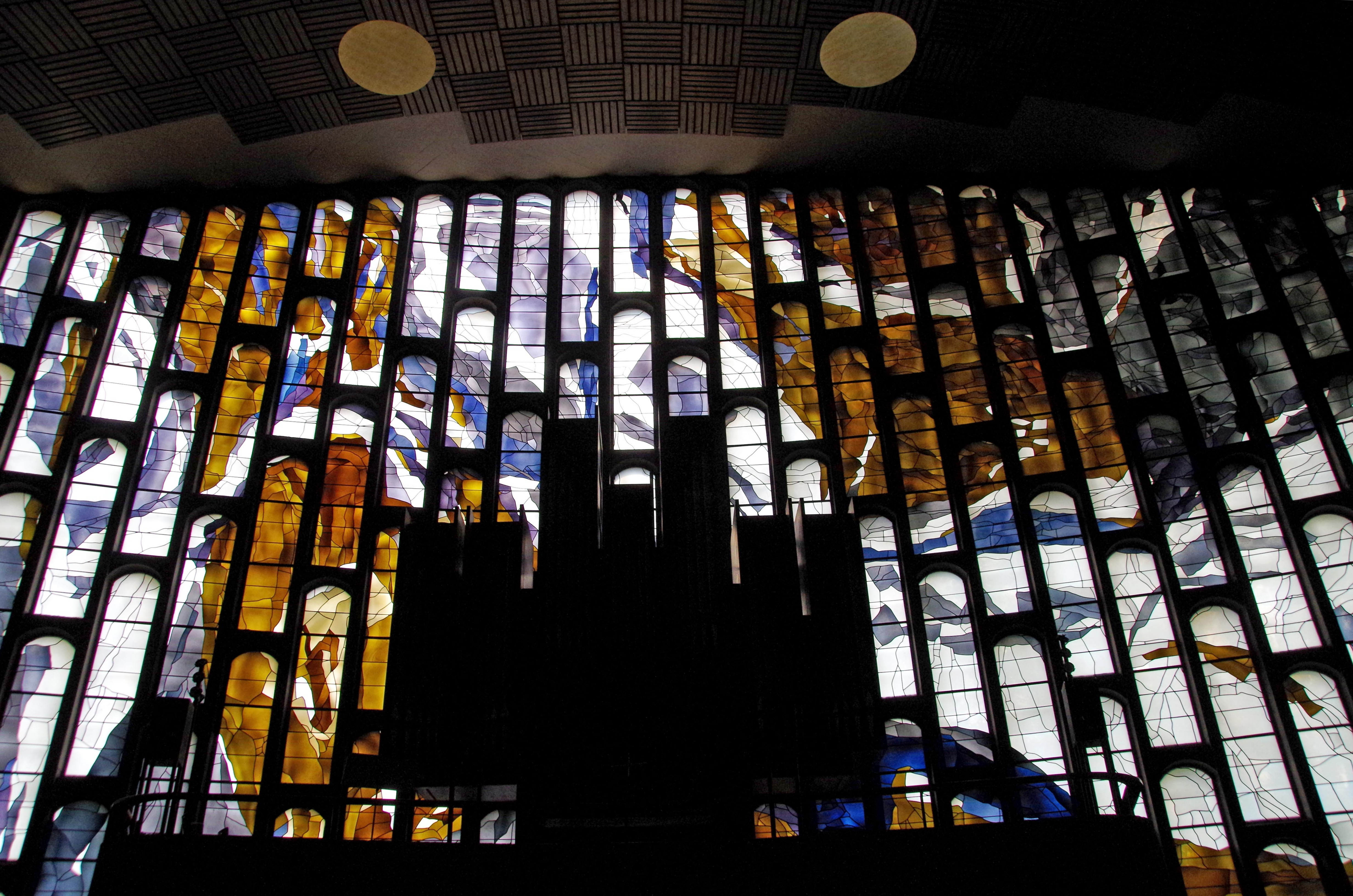
Westseite mit Orgel und Fensterfront